# Бодензее (Нижня Саксонія)
Бодензее (нім. Bodensee) — громада в Німеччині, розташована в землі Нижня Саксонія. Входить до складу району Геттінген. Складова частина об'єднання громад Гібольдегаузен.
Площа — 7,47 км2. Населення становить 798 ос. (станом на 31 грудня 2021).

## Галерея

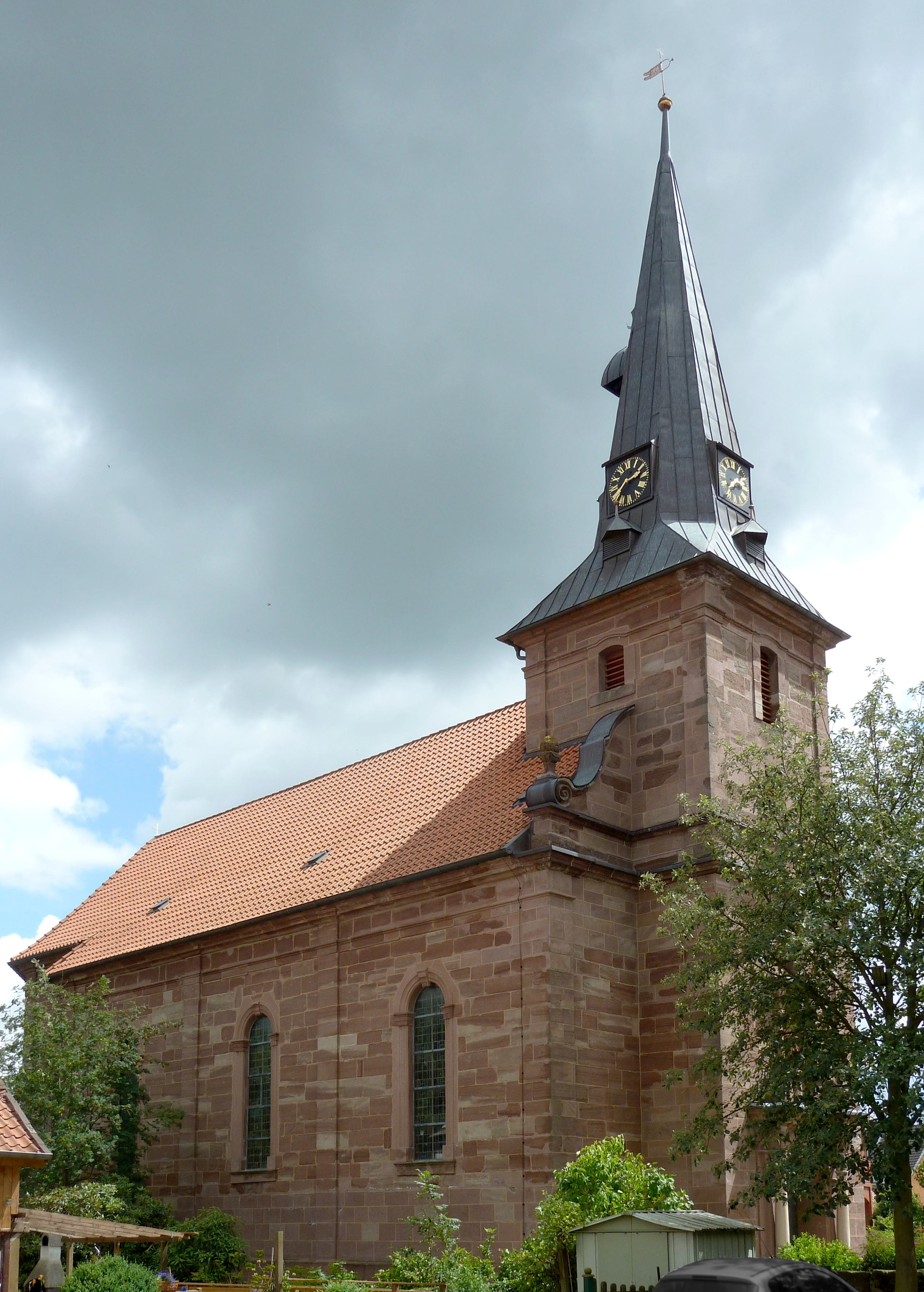
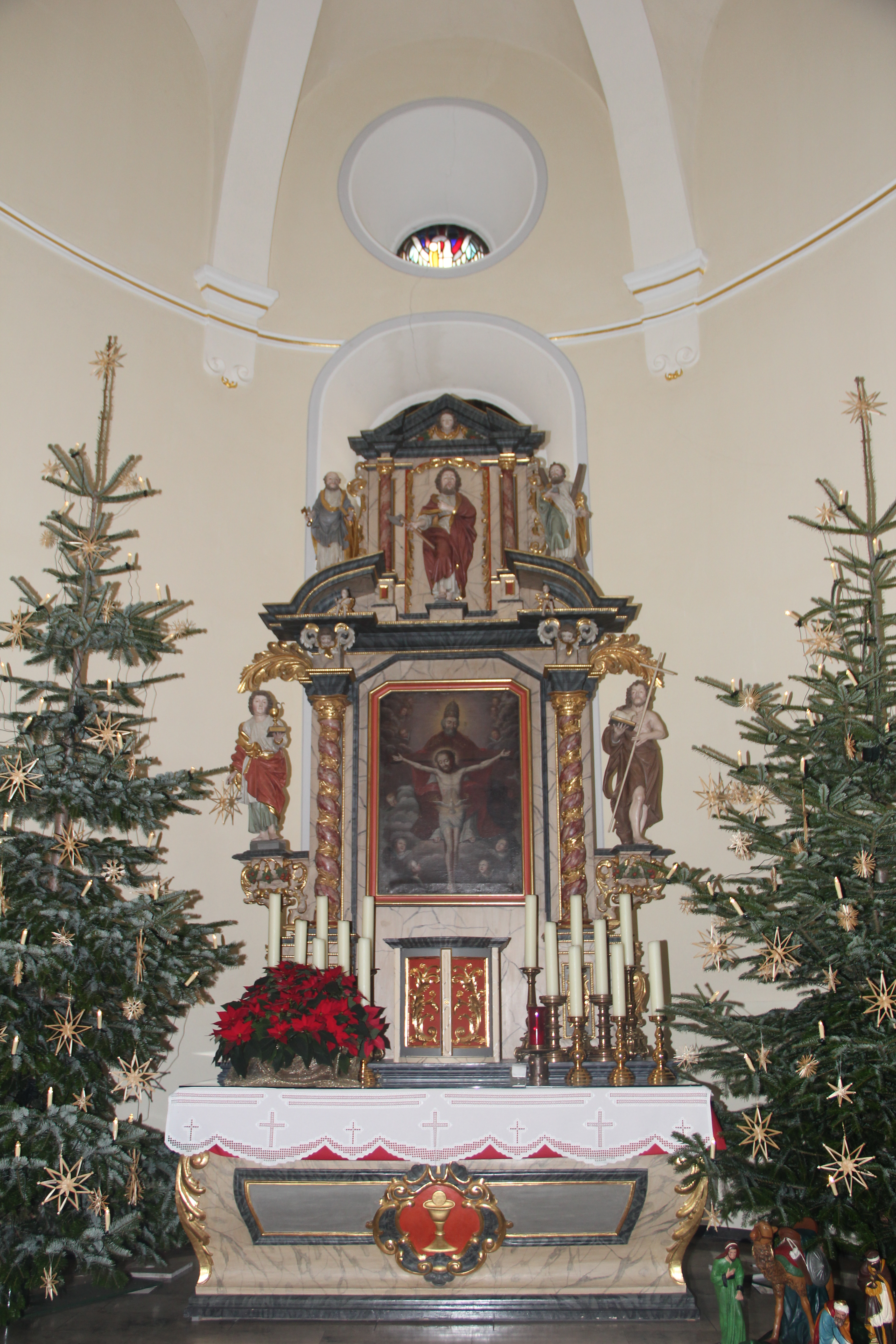